# Балишев Марат Артурович
Марат Артурович Балишев (9 березня 1978, Харків) — український історик, директор Центрального державного науково-технічного архіву України. Спеціаліст з історії науки й техніки, зокрема історії астрономії, а також з архівознавства, архівної евристики, археографії, біографістики. Доктор історичних наук (2024), член-кореспондент Інженерної академії України (2025).

## Біографія
У 2006 році закінчив Харківський національний університет імені В. Н. Каразіна за спеціальністю історія — «історик, викладач історії та суспільно-політичних дисциплін». У 2009 році здобув другу освіту в Харківському регіональному інституті державного управління за спеціальністю державне управління — «керівник державних інституцій».
З 2001 працює в Центральному державному науково-технічному архіві України в Харкові. Працював там на посадах наукового співробітника, старшого наукового співробітника, начальника відділу використання інформації документів, у 2008—2018 обіймав посаду заступника директора, а в 2018 був призначений директором. Одночасно з цим у 2013—2017 працював у Національному технічному університеті «ХПІ».
У 2007—2009 роках Балишев навчався в аспірантурі Центру досліджень науково-технічного потенціалу та історії науки імені Г. М. Доброва НАН України, а в 2009 році під керівництвом Ірини Вавилової захистив кандидатську дисертацію «Історико-наукове дослідження життя та творчості Отто Людвіговича Струве (1897—1963)» зі спеціальності 07.00.07 «історія науки і техніки».
У 2024 році здобув ступінь доктора історичних наук, захистивши у Національній академії аграрних наук дисертацію «Становлення і розвиток астрономічних досліджень у Харкові наприкінці ХІХ — у першій половині ХХ ст. в загальнонауковому та соціальному вимірі» зі спеціальності 07.00.07 «історія науки і техніки».

## Членство в організаціях
- Спілка архівістів України[2]
- Українська астрономічна асоціація[2]
- Міжнародний астрономічний союз (від 2012[1], комісія № 41 — історія астрономії[2])

## Публікації
- Отто Людвигович Струве (1897—1963). Москва, 2007
- Из истории Харьковской обсерватории: биографические очерки // 200 лет астрономии в Харьковском университете. Харків, 2008
- Картографічні матеріали у складі проєктної документації ЦДНТА України: Довід. Київ, 2012 (співавт.)
- Астрономічні дослідження у Харкові наприкінці ХІХ ст. — першій половині ХХ ст. Київ, 2022
- Нові функціональні та методологічні підходи у діяльності Центрального державного науково-технічного архіву України // Наука та наукознавство. 2024. № 2 (співавт.).